# Vårknopplav
Vårknopplav (Biatora vernalis) är en lavart som först beskrevs av L., och fick sitt nu gällande namn av Elias Fries. Vårknopplav ingår i släktet Biatora och familjen Ramalinaceae.  Arten är reproducerande i Sverige. Inga underarter finns listade i Catalogue of Life.